# 黃飛鴻之二：男兒當自強
《黃飛鴻之二：男兒當自強》，是1992年上映的一部香港電影，由徐克執導，动作影星李连杰主演，為《黃飛鴻系列》的第二部作品。本片入圍第29屆金馬獎及第12屆香港電影金像獎共十三項提名，最終榮獲最佳原創電影歌曲和最佳動作指導。

## 劇情概要
黃飛鴻應國際醫學會的邀請，與梁寬、少筠前往廣州，因緣際會結識孫文和陸皓東。白蓮教（暗喻義和團）利用神佛之說，宣揚「神功護體 刀槍不入」、「扶清滅洋」，火燒西洋學校。黃飛鴻不滿白蓮教殘害無辜，出手相救，更替學生四處奔走；後來得到陸皓東的幫助，寄居英國領事館。滿清提督納蘭元述為了對付英國領事館裡頭窩藏的革命黨人，不惜協助白蓮教圍攻領事館，但孫文早已先行脫逃。黃飛鴻與喬裝弟子的陸皓東以阻止白蓮教肆虐為由，脫離納蘭元述掌握，直搗朝天觀擊敗九宮真人，揭破神功秘密。在黃飛鴻護送陸皓東回頭取革命黨員名冊時，遇上納蘭元述的追捕，陸皓東傷重不治，黃飛鴻遂與納蘭元述展開生死戰……

## 演員表

### 主演演員
| 演員   | 角色                 | 粵語配音 | 備註       |
| 李連杰 | 黃飛鴻（黃師傅）     | 朱子聰   |            |
| 關之琳 | 十三姨（少筠）       | 馮蔚衡   |            |
| 莫少聰 | 梁 寬（鐵釘寬）      | 譚漢華   |            |
| 甄子丹 | 納蘭元述（清廷提督） | 文德耀   | 首次演反派 |

### 合演演員
| 演員   | 角色     | 粵語配音 | 備註             |
| 姜大衛 | 陸皓東   | 黃允材   | 國語配音：姜大衛 |
| 熊欣欣 | 九宮真人 | 謝君豪   |                  |
| 張鐵林 | 孫文     | 陳欣     |                  |
| 任世官 | 總督大人 |          |                  |
| 梁日豪 |          |          |                  |
| 何家駒 | 客棧老闆 |          | （友情客串）     |

## 電影音樂
| 曲別   | 歌名                                         | 作詞 | 作曲 | 編曲   | 演唱者                                             |
| ------ | -------------------------------------------- | ---- | ---- | ------ | -------------------------------------------------- |
| 主題曲 | 〈男兒當自強〉                               | 黃霑 | 佚名 | 戴樂民 | 林子祥（片頭曲）、成龍（片尾曲，由鮑比達重新編曲） |
| 插曲   | 〈驚迴曉夢憶秋娟〉 古箏：唐健垣 二胡：戴信華 |      |      |        | 阮兆輝                                             |

- 影片結尾處，黃飛鴻攜帶陸皓東遺物（一塊藍色的布），趕至輪船碼頭，抛給甲板上的孫中山；孫中山把布展開，乃是一面陸皓東生前設計的青天白日旗，同時融合《中華民國頌》與《龍的傳人》風格的配樂奏起。

## 台灣上映版本的差異
當時上映，也是目前台灣有線電視各電影台播映版本。最大差別是剪輯上一部黃飛鴻力戰嚴振東的橋段為序幕，台詞亦重新編寫及配音；正片開始時打上中英文對照說明：「劇中歷史人物、事件，乃作演義式演繹，非正史所載。」僅發行商龍祥影業的VHS及其授權VCD版本有收錄。香港、中國大陸和海外版本無上述內容，並刪減少許橋段；台灣巨圖科技即採此數位修復版發行DVD-Video。現由星空傳媒從橙天嘉禾取得武狀元黃飛鴻系列DVD & Blu-ray港台代理權，內容同數位修復版，因此在台灣市面上已無當初播映版本流通。

## 獎項
| 年份 | 頒獎典禮             | 獎項             | 名單           | 結果 |
| ---- | -------------------- | ---------------- | -------------- | ---- |
| 1992 | 第29屆金馬獎         | 最佳男主角       | 李連杰         | 提名 |
| 1992 | 第29屆金馬獎         | 最佳男配角       | 莫少聰         | 提名 |
| 1992 | 第29屆金馬獎         | 最佳武術指導     | 袁和平         | 提名 |
| 1992 | 第29屆金馬獎         | 最佳原創電影歌曲 | 黃霑           | 獲獎 |
| 1993 | 第12屆香港電影金像獎 | 最佳電影         |                | 提名 |
| 1993 | 第12屆香港電影金像獎 | 最佳導演         | 徐克           | 提名 |
| 1993 | 第12屆香港電影金像獎 | 最佳男配角       | 甄子丹         | 提名 |
| 1993 | 第12屆香港電影金像獎 | 最佳新演員       | 熊欣欣         | 提名 |
| 1993 | 第12屆香港電影金像獎 | 最佳攝影         | 黃岳泰         | 提名 |
| 1993 | 第12屆香港電影金像獎 | 最佳剪接         | 麥子善         | 提名 |
| 1993 | 第12屆香港電影金像獎 | 最佳美術指導     | 馬磐超         | 提名 |
| 1993 | 第12屆香港電影金像獎 | 最佳電影配樂     | 袁卓凡、楊奇昌 | 提名 |
| 1993 | 第12屆香港電影金像獎 | 最佳動作指導     | 袁和平         | 獲獎 |

## 冷知識
- 黃飛鴻與革命黨員並無關係，且更無結識所謂的「四大寇」和相關人員，僅算是安分守己的一介平民之一。
- 陸皓東是被嚴刑後被處死，並非是被晚清官員槍殺。不過片尾孫文等人於廣州碼頭乘船準備至香港，再轉至檀香山，這是歷史史實，但此事是在第一次革命失敗後發生的（即乙未廣州起義）。

## 外部連結
- 香港影庫上《黃飛鴻之二：男兒當自強》的資料（繁體中文）
- 開眼電影網上《黃飛鴻之二：男兒當自強》的資料（繁體中文）
- 豆瓣电影上《黃飛鴻之二：男兒當自強》的資料 （简体中文）
- 时光网上《黃飛鴻之二：男兒當自強》的資料（简体中文）
- AllMovie上《黃飛鴻之二：男兒當自強》的资料（英文）
- 爛番茄上《黃飛鴻之二：男兒當自強》的資料（英文）
- 互联网电影数据库（IMDb）上《黃飛鴻之二：男兒當自強》的资料（英文）